# مراد (طایفه)
طایفه یا خوانین مراد از نوادگان دختری کریم خان زند هستند.زادگاه اصلی این قوم از دشت عباس خوزستان و ایلام تا چغلوندی بوده است که به علت اختلاف داخلی با پسر عموهای خود از ایل بیرانوند به روستای ریمله و برالیکه از بخش مرکزی خرم آباد کوچ کردند   
والی زاده معجزی در کتاب ایلات و عشایر لر اشاره می‌کند که در تحقیقات خود متوجه شدم ایل بیرانوند در اول حکومت قاجار همچو اژدهایی زورمند در لرستان ظاهر شده که شاید هیچگاه تا قبل از آن بدینگونه در صحنه سیاست حضور نداشته‌است در نهایت این حضور پررنگ مدیون خوانین مقتدر ایل بوده‌است خوانین ایل بیرانوند در صحنه‌های بین‌المللی و داخلی کشور همیشه حضور پررنگ داشته‌اند. از قرار معلوم حمایت بیرانوندها از کریم‌خان‌زند منجر به ازدواج «بانو» خواهر یا دختر کریم‌خان زند با میرزا احمدخان، جد خوانین بیرانوند شد. این پیوند موقعیت میرزا احمدخان را در منطقه استوار کرد. بیرانوندها پس از سقوط زندیه به لرستان بازگشتند و چون آقامحمدخان قاجار، ایل چگنی را از هرو به نواحی قزوین تبعید کرده بود، زمینهٔ تصرف این منطقه فراهم شد.

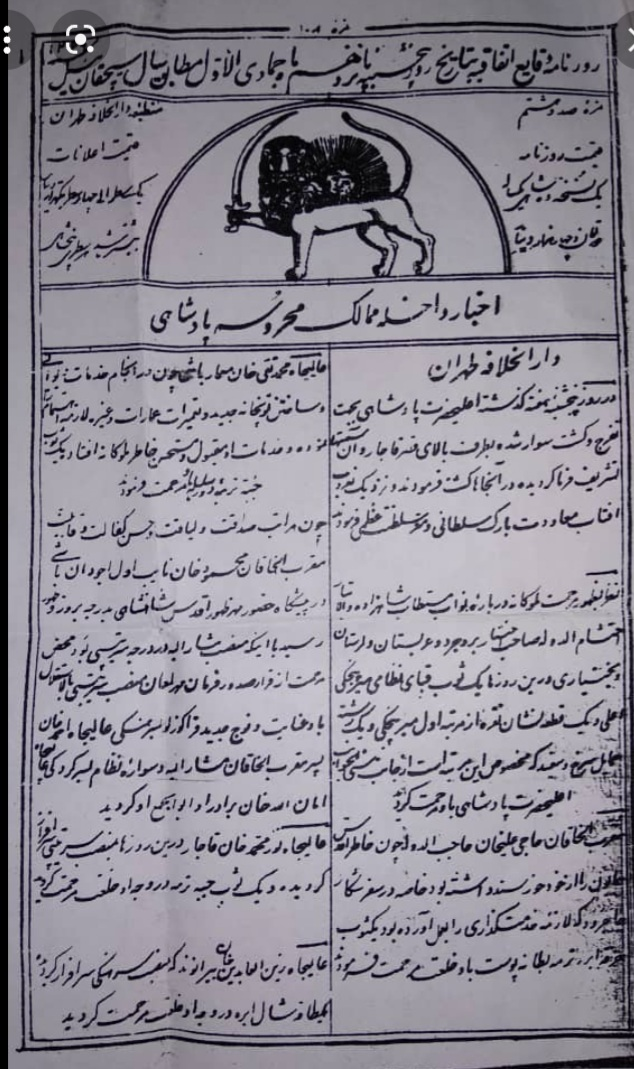
خوانین مرادی بیرانوند

طبق اسناد و مدارک ایل بیرانوند تا قبل از ظهور میرزااحمدخان بیرانوند به‌صورت شورایی اداره می‌شده البته در تمام کشور هم تا زمان حکومت آقامحمدخان قاجار ایلات به‌صورت شورایی اداره می‌شدند از زمان نادرشاه افشار، توجه به جامعه عشایری مدنظر حکومت مرکزی بود و از همان زمان زمزمه‌هایی برای اسکان عشایر مطرح شد ولی از آنجا که حکومت‌ها پایگاه عشایری داشتند و قوای نظامی را اغلب چریک‌های عشایری تشکیل می‌دادند، پادشاهان بیم داشتند با اسکان عشایر از قدرت نظامی حکومت کاسته شود. براساس تحقیقات به عمل آمده توسط پژوهشگران، اولین ساختاری که در ایران برای رسیدگی به امور عشایر راه اندازی شده‌است «شورای عشایری» می‌باشد که در اوایل سلطنت مظفرالدین شاه قاجار برای حل و فصل امور مربوط به عشایر پیشنهاد شد که مرکز آن در تهران بود و در وهله نخست شعبه‌ای نیز در شیراز برای آن درنظر گرفته شد. با روی کار آمدن حکومت قاجار ایلات و عشایر با حکم حکومتی خان بر ریاست ایل منصوب می‌شد ایلخانی یک حکم حکومتی بود که اصولاً لایقترین افراد و کسانی که در ایل مورد تأیید همگان بودند یا بقولی بخاطر رگ و پی بر سایرین ولایت داشتند به ریاست ایل منصوب می‌گشتند این ریاست نشان از بزرگی و ولایت روسا بر ایل مذکور را داشت پس همان‌طور که گفته شد با روی کار آمدن حکومت قاجار نوع حکومت هم تغیر نمود. چون اولاد میرزااحمدخان بر سایرین برتری داشتند توانستند بر ایل ریاست کنند. اما ریاست بر ایل بیرانوند طبق استاد و مدارک دولتی از جمله سیاحنامه‌های مالیاتی و طبق حکم‌های حکومتی در دوران قاجار بر دو نیمه تقسیم شد نیمه اول قاجار از زمان زمام داری آغامحمدخان قاجار اولین شاه دوره قاجار تا اواسط حکومت ناصرالدین شاه ریاست ایل بیرانوند بر عهده خوانین مقتدر و زورمند مرادی بود که از این نسل از شخص عالیجاه عالیشان مراد خان بیرانوند بودند و اینکه هم اولین ریس و سرکرده ایل بیرانوند… خوانین مرادی هم نامشان برگرفته از همین شخص می‌باشد. که بعداز وی سردار ملک احمدخان، سرهنگ زین العابدین خان و سهراب خان تا اواسط حکومت قاجار عهده‌دار ریاست بر ایل بیرانوند بوده‌اند اما پس از خروج خوانین مرادخانی قرعه بنام برادرزادگان مرادخان افتاد یعنی اولاد زکی عهده‌دار ریاست ایل بیرانوند شدند که از آنان هم سه تن طبق اسناد بر ایل بیرانوند ریاست داشته از جمله اسدخان بیرانوند، مهرعلی خان بیرانوند و علیمردان خان بیرانوند تمام افراد نامبرده روسای رسمی ایل بوده‌اند حال ممکن است چندین تن هم تا ریاست ایل به‌صورت رسمی مشخص می‌شده به‌صورت سرپرست ایل بوده باشند که جز روسای رسمی محسوب نمی‌گردند. اما اولین ایلخان بیرانوند پسر ارشد زین العابدین خان؛ عالی جاه عالی شأن مراد خان که جد خوانین مرادی به‌شمار می‌رود که مطرح‌ترین و مشهورترین و شجاعترین نوه میرزااحمدخان بیرانوند بود که نسبت به سایر برداران و اقوام به‌شدت پیشی گرفت تا جایی که نام وی پس از سیصد سال نسبت به شخص میرزااحمدخان یا پدرش زین‌العابدین خان اول مطرح تر و مشهورتر است بگونه ای که سایر برادران زیر سایه نام وی قرار گرفتند، ناگفته نماند که خرقه ریاست در ایل بیرانوند با درایت و ذکاوت مرادخان در اولاد میرزااحمد خان باقی ماند زیرا که پس از سقوط زندیه اولا میرزااحمدخان در این بین گیر داد زند و قاجار از بین رفتند از جمله زین‌العابدین خان اول که حاکم گروس بود و در جنگ داخلی کشته شد پس از آن برای مدتی ریاست از اولاد میرزااحمدخان پس گرفته شد و افراد دیگری ریاست را بر ایل بیرانوند عهده‌دار شدند که از اولاد و نوادگان میرزااحمدخان نبودند اما مرادخان وقتی شرایط را بد برای خود و اقوامش می‌دید دست به کار شد و چاره ای اندیشید زیرا روسای جدید نسبت به اولاد میرازامه بسیار سختگیر و بدبین بودند و برای از بین بردن آنان از هیچ تلاشی فروگذار نبودند پس مرادخان قسمتی از ایل را با درایت خود همراه و همدل خود ساخت بگونه‌ای که ایل به دوقسمت تقسیم شده بود در نهایت بر سر مالیاتی که پیش آمده بود مرادخان ایل را متحد و فرد مورد نظر را از ریاست خلع نمود وقتی خبر به گوش آغامحمدخان قاجار رسید تا بخواهد کاری از پیش ببرد عجل مهلتش نداده و کشته شد پس از او فتحعلیشاه به پادشاهی رسید فتحعلیشاه که نسبت به آغا محمد خان قاجار درک بهتری از اقوام زندیه داشت شرح ماجرا را بدینگونه ختم کرد که تا بچه شیر در میدان است شغال را فرصت جولان نیست و حکم ریاست مرادخان را با یک طاق خلعت برای شخص مراد خان از دربار تهران به لرستان روانه کرد و این نزاع داخلی برای همیشه پایان یافت و تا آخرین ریاست ایل بیرانوند که علیمردان خان امیر اعظم بود و پس از او حاج سلطان محمد خان و عزیزالله خان سپهوند به‌صورت شورایی ایل را مدتی اداره کردند خرقهٔ ریاست بر تن اولاد میرزااحمدخان باقی ماند این خاندان بزرگ از ایل بیرانوند در مواقع خود منشأ خدمات فراوانی برای ایل بیرانوند بودند از تصرف اراضی تا ساخت فوج از فتح هرات و سرخس تا جنگهای جهانی اول که در مقابل روسیه و انگلیس رشادت فراوان نشان دادند و افراد زبده و شاخصی را به جامعه معرفی نمودند یکی از شاخصترین کارها در اواخر قاجار که بسیار در ایران مطرح شد سخنان شیخعلی خان بیرانوند بود که در پاراگراف‌های بعد به‌صورت جداگانه توضیح داده شده این افتخارات نامبرده جز کوچکی از تمامی افتخارات بیشمار خوانین میرزا احمدخانی می‌باشد که در این مقاله برشمرده شده‌اند. به‌طور قطع و یقین اگر شخص عالیجاه عالیشان مرادخان بیرانوند با درایت و ذکاوت خود وارد عمل نمی‌شد اولاد میرزااحمدخان خان توسط ریس انتخابی آغا محمد خان قاجار یا برای همیشه از بین می‌رفتند یا اجازه عرض اندام به هیچ‌کدام آنان داده نمی‌شد تمامی اولاد میرزااحمدخان خان از روسای رسمی ایل تا خانزادگانی که هیچگاه ریاست بر ایل نداشتند همگی مدیون شخص مرادخان بودند که شرایط را مهیا و عزت را به خانواده میرزااحمدخان برگرداند یکی از محققان توانمند لرستان بدین گونه شرح ماجرا کرد که اگر از خودگذشتگی و لیاقت مرادخان جد خوانین مرادی نبود در آن زمان اولاد میرزااحمدخان توسط رقبا از ترس عرض اندام کردن یا همه آنان را از بین می‌بردند یا به‌شکلی آنان را تضعیف می‌کردند که برای همیشه به‌دست فراموشی سپرده شوند، اما همین موقعیت‌شناسی مراد خان باعث شد که پس از ریاست وی بر ایل اولاد میرزااحمدخان منشأ خیر و خدمات فراوان برای ایل بزرگ و مقتدر بیرانوند شوند.
اولین ایلخان خدمات فراوانی را برای ایل بیرانوند به بار آورد ایل بیرانوند اصولاً ایلی بود که تا قبل از به قدرت رسیدن مرادخان بیشتر در کوه علاقه به زندگی داشت که به فرمان مراد خان پس از سالیان درازی ایل دوباره به یکجانشینی رویی آورد تمام تقسیمات ایل بیرانوند که امروز شاهد آن هستیم به همت عالی جاه عالی شأن مراد خان بیرانوند صورت پذیرفته‌است این اولین و مهم‌ترین اقدام ایلخان بیرانوند بود پس از آن چون جمعیت ایل بیرانوند نسبت به سایر ایلات و طوایف بیشتر بود اولین فوج لرستان را بنام فوج بیرانوند بنا نهاد این فوج همچو نیرویی مقتدر و کارآمد در رکاب دولت ایران بود که در صحنه‌های بینالمللی از خود رشادتهای فراوان نشان داد این فوج در جنگهای مهم ارزنه الروم جنگهای هرات و سرخس و ارمنستان از آب خاک این مرزبوم دفاع بی‌نهایت کرده‌است.
همان‌طور که ذکر شد با فرمان عالیجاه عالیشاَن مرادخان بیرانوند ایل بیرانوند یکجانشین شد و با تصرف املاک ذکر شده هرکدام از تیره و طوایف بیرانوند را در محلی مستقر گردانید بعد از آن توانست از افراد زبده ایل بیرانوند فوج ایل بیرانوند را تشکیل دهد این فوج در دفاع از آب خاک ایران نقش حیاتی ایفا نموده و در اوج خود که در زمان ریاست ملک احمدخان پسر مراد خان بر ایل بیرانوند یکی از شاهزادگان قجر به لرستان مراجعت می‌کند و با مشاهده این فوج اینگونه می‌نویسد: این فوج ایل بیرانوند از سربازانی شجاع دلیر و بلندقامت تشکیل شده ریس آن (منظور ملک احمدخان مرادی) سرکرده ای لایق بی‌باک و جنگاور است قطعاً لیاقت امیر تومانی را دارا می‌باشد به گونه ای فوج را آراسته که بموقع جنگ هرگز پشت به دشمن نکرده و تا سر حد مرگ برای دفاع از میهن بی باکانه می‌جنگند. این فوج که از دولت وقت جیره و مواجب می‌گرفته به مواقع جنگ همیشه به‌عنوان پیش قراول بوده و در منابع دیگر به وضوح آورده شده که در زمان ریاست خوانین مرادی بر فوج ایل بیرانوند حتی این فوج از فوجهای آذربایجانی، شاهسون و بختیاری هم قوی تر و منسجم تر بوده از افتخارات این فوج یک نمونه سند ارسال شده در بخش عکسها که در آن ریاست آن عالیجاه سرهنگ زین العابدین خان در روزنامه وقایع الاتفاقیه مورد تشویق شخص ناصرالدین شاه قرار گرفته‌است

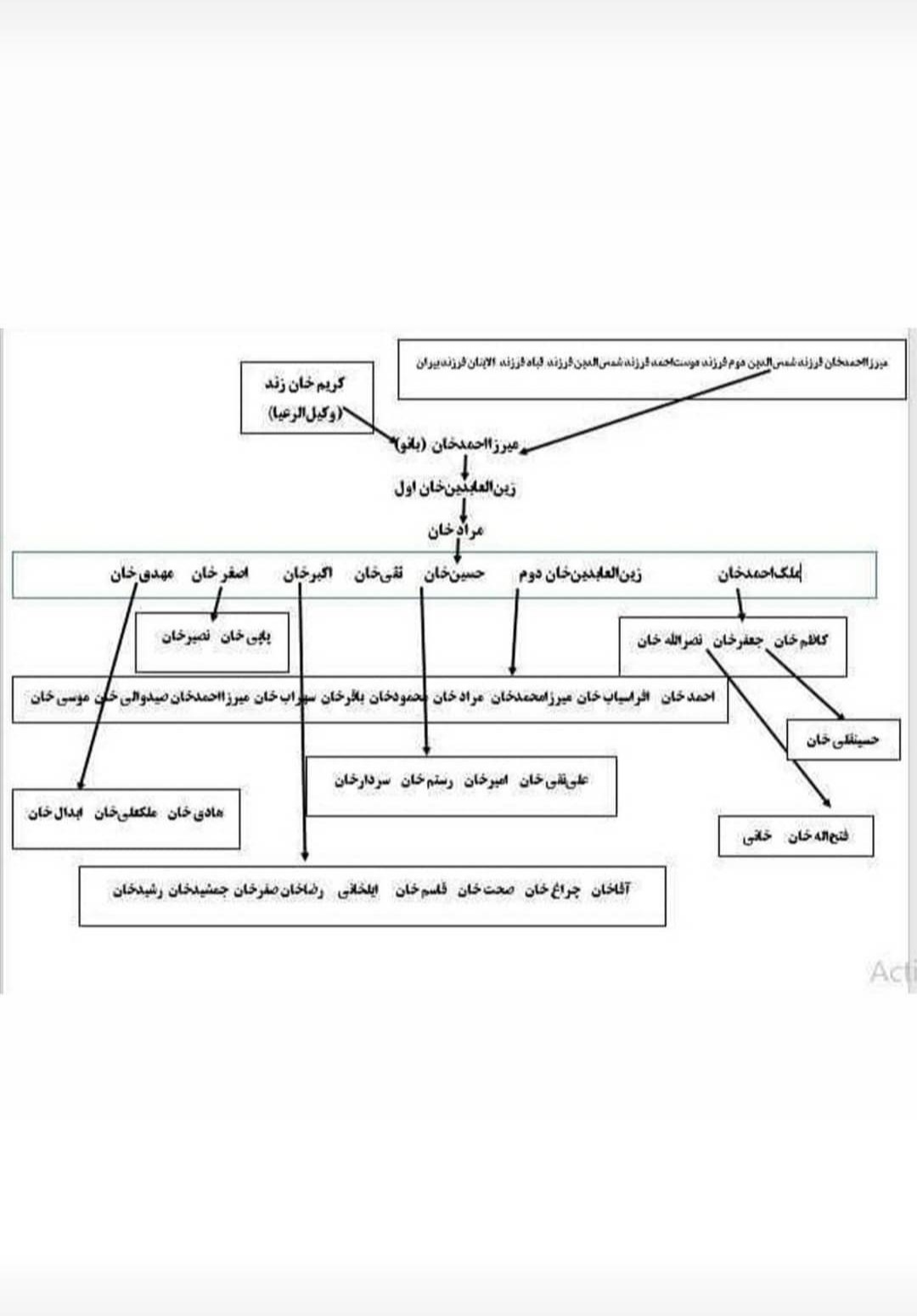
شجره خوانین مرادی به کوشش دکتر فرزاد امیری

شجره خوانین مرادی
 }}

## افراد
بزرگ این قوم مراد خان بیرانوند بوده که اولادش معروف به خوانین مرادی هستند فرزندان وی عبارتند از ملک احمد خان مراد ، زین‌العابدین خان مراد ، حسین خان مراد ، اکبر خان مراد و اصغر خان مراد اینان از خوانین مطرح نامدار ایل بیرانوند بودند که به دلیل اختلافات پیش آمده از ایل بیرانوند کوچیدند .
ارتشبد علی رزم آرا در کتاب خود تحت عنوان جغرافیایی نظامی لرستان اینگونه شرح میدهد که مراد خان اولین سرکرده ایل بیرانوند بود وی که نسبت به بنی اعمام خود برتری داشت ریاست ایل را در دست گرفت و املاک مله تخت را به تصرف ایل بیرانوند درآورد د ادامه ارتشبد علی رزم آرا شرح میدهد این املاک از ایل حسنوند تصرف عدوانی شده آنچه که با تحقیق و بررسی مدارک و مستندات ایل بیرانوند رجوع کردم بیش از پیش متوجه تصرف عدوانی این املاک شدم علل خصوص که بعضی از افراد ساکن مله تخت بر آن بودند پولی جهت حلال کردن املاک به صاحبان قبلی آن در ایل حسنوند بدهند برای من روشن ساخت که این املاک در قدیم تصرف عداونی شده اند
از جمله افراد شاخص و نام آور خاندان مرادی: سردار بزرگ ملک احمد خان مرادی بیرانوند ، سرهنگ زین‌العابدین خان مرادی بیرانوند ، حسین خان مرادی بیرانوند ، اکبر خان مرادی بیرانوند ، اصغرخان مرادی بیرانوند ، اینان همه اولاد عالیجاه عالیشأن مراد خان بیرانوند بودند که در سیاست لرستان و غرب کشور در اوایل تا اواسط قاجار نقش مستقیمی ایفا نمودند اما از نوادگان نامدار خاندان مراد میتوان به سهراب خان  ریس ایل بیرانوند در اواسط قاجار کشته شد و سلطان محمد خان مرادی بیرانوند که اخرین ریس ایل بیرانوند بود و بعداز یکسال ریاست بر ایل بیرانوند برای همیشه ایلخانان در صفحه کشور حذف و بجای آنان نایب الحکومگی دایر شد که سلطان محمد خان مرادی بیرانوند توانست نایب الحکومگی مرکزی را در لرستان اخذ کند.
سایر افراد هم حاج نصرالله خان مرادی بیرانوند معروف به حاجی نصه از افراد سلحشور و دلاور این خاندان بوده.
حاج داراب خان مرادی بیرانوند از سرکردگان سخنور و دانا این خاندان بوده.
مهندس اردشیر مرادی جز اولین تحصیلکردگان ایران و لرستان در دهه بیست و سی شمسی که توانست تا سال چهل دو به دکترای حرفه ای یا همان مستر (برابر با کارشناسی ارشد) مهندسی کشاورزی را در دانشگاه المان اخذ نماید وی خدمات فراونی در حوزه کشاورزی استان لرستان داشته است
افراسیاب خان مرادی بیرانوند از جنگجویان و سلحشوران این خاندان 
علی و تقی خان از اولاد حسین خان ابن مراد خان معروف است در جنگ والی پشتکوه بسیار رشادت نشان داده و این دوتن به تنهایی باعث عقب نشینی لشکر گران والی شدند معروف است تاکتیک جنگی این دوتن والی را بر آن داشت که دوختر به علی خان و تقی خان بدهد و آنان را فرمانده لشکر خود کند که به این دلیل انان فکر کردند نیرنگ است برای به دام انداختن آنان درخواست والی پشتکوه را رد کردند رشادت خوانین مرادی در این جنگ در گزارشات فطن السلطنه هم به دربار قاجار آمده است از زنان هم جواهر بانو مرادی بیرانوند از زنان سلحشور و بزرگ اندیش بود که نامش به نیکی یاد میشود.. 

## مرگ اسرار آمیز ملک احمد خان بیرانوند
مرگ اسرار آمیز ملک احمد خان بیرانوند و به وجود آمدن شعر زیبا و حماسی {دایه دایه وقت جنگه} همه افراد اهل تاریخ لرستان میدانند که تنها ایلخانی که در سراسر ایران قبل مرگش با مادرش هم صحبت شد ملک احمد خان بیرانوند بود والیزاده معجزی و دست نوشتهای قدیمی قاجاریه از جمله اسناد خانلر میرزا احتشام الدوله بدینگونه شرح ماجرا میکنند ظاهراً ملک احمد خان همراه مادرش و یکی از برادرانش بنام تقی خان جلو تر از قیطول و خدم حشم خود در حرکت است چون بهار بوده و فصل شکار محیا بمحضی که بجای مناسب میرسند چادری برافراشته تا خدم حشم عقب تر که هستند با دیدن چادر آنجا ایست کنند همین موقع کلاغی بالای سر ملک احمد خان به آواز درمی‌آید و بقدری سرصدا میکند که مادرش از وی میخواهد کتابش موسم به کتاب کلاغنامه را بخواند ببینم کلاغ چه خبر دارد ؟
ملک احمد خان کتاب را باز کرده و با خط ربط نوع صدای کلاغ به مادرش می‌گوید که مادر کلاغ خبر بدی مانند جنگی قریب الوقوع را میدهد باید آماده جنگ باشیم (دایه دایه وقت جنگه) 
مادرش به وی می‌گوید پسرم پس در قلا (جایی که چادر پهن شده و نزدیک سر منزل است) بمان تا خدم حشمت فرا برسد ملک احمد خان بیرانوند می‌گوید مادر تفنگ آماده و قطارم پر فشنگ است نگران نباش (قطارکه بالا سرم پرش د شنگه)
در همین حین جاسوسی از طرف دشمنان ملک احمد خان وی را زیر نظر دارد... به مادرش گوشزد میکند که ما آن طرف رودخانه دنبال شکار میرویم بمحضی قیطول من رسید آنان را به سمت من و برادرم تقی خان بفرست... دشمن با مشاهده حرکات اولیه ملک احمد خان خبر می‌برد که وی از محلش بیرون زده و شمشیر به دستش بود (د قلا کرده ودر شمشیر ودسش چی طلا برق میزنه لقوم اسبش)
پس با بردار خود به سمت دیگر رودخانه می‌رود برای شکار همینکه از رودخانه سیاه گاو عبور میکند آسمان ابری سیاه آورده و شروع به بارش میکند آنچنان طوفانی رخ میدهد که رودخانه سیاه گاو همچو اژدهایی تنومند خروش کرده و کسی توان عبور مرور از آن را ندارد همینکه با برادرش تنها مانده دشمنانش که در کمین بودند به وی یورش میبرند... بردارش تقی خان میگوید پیکی از طرف دشمنان آمده خبر جنگ بدهد پیک ملک احمد خان را از جنگ با خبر کرده و می‌خواهد که واکنش ملک احمد خان را بررسی کند همینکه چشم تقی خان به لشکر انبوه دشمنان میخورد به وی می‌گوید برادر تا فرصت باقیست به آن طرف کوه برویم تا راهی برای الحاق به فوج خودمان داشته باشیم این جنگ بسیار نابرار است... ملک احمد خان بشدت عصبی شده و به بردارش می‌تازد که حفظ آبرو کن دشمن همین را میخواهد که ملک احمد خان از مهلکه بگریزد و آن را همجا جار بزند و در نهایت به برادر خود می‌گوید ٫٫جبل را نگه دار که پشتت قویست به هامون رفتن ره ابلهگیست٫٫ پیک که شه مراد خان دهلرانی یا دلیرانی نام داشته وقتی شجاعت ملک احمد خان را میبیند میگوید بشکند دستی که روبروی همچو سردار نترسی بخواهد شمشیر بزند به خدا قسم که تا آخرین قطره خونم در رکاب جنابتان هستم... پس دشمان که سر میرسند جنگی سخت درمی‌گیرد ملک احمد خان و دو همراهش دلیرانه مبارزه میکنند تا جایی که برادرش تقی خان کشته میشود این مرگ باعث میشود ملک احمد خان یورشی جانانه به قلب دشمن بزند و تعداد زیادی از آنان را بقتل برساند که شاعر اینجا می‌سراید (بکشیم بکشیم یه قرسونه تقی خونه کشتنه خو کل دودمونه) بکشیم تا اینجا قبرستان شود از خون برادرم...
درنهایت قبیله ای از عربها که کینه ملک احمد خان را در دل داشتند به کل عقب نشسته و از جنگ صرفنظر میکنند حیدر خان به سراغ قبایل عرب رفته و از آنان میخواهد بار دیگر کمکش کنند تا کار ملک احمد خان را یکسره کند عراب که دچارتلفات سنگین شده اند قبول نمیکنند پس حیدر خان می‌گوید یک مادیان به من بدهید چون تا ملک احمد خان بر اسبش سوار است کسی نمی‌تواند بر وی چیره شود... عراب مادیانی در اختیار حیدر سگوند میگذارند و ظاهراً چون فصل جفتگیری اسبها بوده و اسب ملک احمد خان موسم به دخیمه نر بوده تا مادیان را رها در میدان میبیند به طرف مادیان حرکت کرده و کنترل اسب برای ملک احمد خان سخت میشود شاعران می‌سرایند ٫٫اسب سوز ملکمه لقوم کرده هیچ نمیسه قصد جون کرده٫٫ میگویند اسب ملک احمد خان غیر قابل کنترل شده و قصد جان اورا بکنیم بهترین موقعیت است... پس به وی حمله ور میشوند وقتی به وی شلیک میکنند به شکم اسب برخورد کرده و به ران ملک احمد خان گلوله اصابت میکند و به زمین میخورد چون خون زیادی از وی رفته تقریباً بیهوش شده و سوار بر اسبش میکنند وقتی بین راه چشم باز میکند میبیند حسینعلی خان و اسماعیل خان دو پسر عمویش در رکاب دشمنانش هستند پس ملک احمد خان به کنایه میگوید 
،،اگر باشتیمه براره نموفتام د پشت یخته سوارع،، 
معنی اگر من بردارنم غیرت داشتند (منظور پسر عموهای خود) الان اینگونه اسیر نبودم 
پس به مادرم بگوید خبر مرگ مرا به دایی هایم بدهد اینجا شاعر میسراید ،،خبرمه بوریتو سی هالونم،،
مقصود این بخش از شعر کنایه به حسینعلی خان و اسماعیل خان پسر عموهایش است 
در نهایت وقتی اعراب و طوایف مقصر را میبیند با لحنی تند می‌گوید شما ناجوانمردانه قصد کشتن مرا کردید ولی غافل از اینکه برادرن من زیادند و تقاص خون مرا از شما خواهند گرفت... شاعر می‌سراید ،،برارونم خیلین هزار هزاران سی تقاص خین مه سر ورمیارن،، 
درنهایت این تذکر ملک احمد خان به دشمنانش در طوایف دیگر باعث عقب نشینی در کشتن وی میشود پس اورا زیر چادری برده و شروع به درمانش میکنند اما سگوندها که بخوبی میدانند خون ملک احمد خان بیرانوند بر گردن آنان است پس سراغ حسینعلی خان بیرانوند رفته که پسرعمو تنی ملک احمد خان است می‌خواهند که وی را بکشد و تیر خلاص را یا او یا بردارش اسماعیل خان به ملک احمد خان بزنند آنان قبول نکرده و معروف است حسینعلی خان بقدری ناراحت شده از قضیه که ریش خود را میبرد و گل بر سر می‌مالد و از طوایف مذکور میخواهد که ملک احمد خان را سالم تحویل وی بدهند و ابراز پشیمانی میکند از اینکه در رکاب دشمنان پسر عمو خود شمشیر زده... این درخواست حسینعلی خان رد میشود و آنان قبول نمیکنند پس اعراب و طوایف مذکور در قتل ملک احمد خان به شور مشورت نشسته و همگی به این نتیجه میرسند که اگر ملک احمد خان جان سالم به در ببرد قطعاً همه افراد خاطی همراه با ایل تبارشان را از دم تیغ خواهد گذراند پس تصمیم قتل ملک احمد خان قطعی میشود اما کسی حاضر به تیر خلاص نمیشود و کسی را جرأت کشتن وی نیست جلسه تمام شده و روز بعد جلسه دیگری با اعراب برگزار می‌کنند که یکی از اعراب می‌گوید مگر زرافشان خواهر حسینعلی خان و دختر عمو ملک احمد خان عروس شما نیست ؟ حیدر جواب میدهد بله 
عرب میگوید اگر ما بکشیم قطعاً دمار از روزگارمان درخواهد آمد... همه طوایف مذکور در جلسه حرف را تایید میکند پس عرب پیشنهاد می‌دهد باید همان زرفشان که از خودشان است را متقاعد کنید که با دارویی که برای ملک احمد خان می‌برد کارا تمام کند تا خون وی بر گردن خودشان باشد... مورد قبول همگان واقع شده و حیدر از این موقعیت استفاده میکند سراغ زرفشان که عروس خانواده وی بوده میرود به زرفشان می‌گوید آیا میدانی اگر ملک احمد خان زنده از این‌جا بیرون برود چه اتفاقی می‌افتد ؟
زرفشان جواب میدهد منظورت چیست ؟
حیدر از احساسات وی نهایت استفاده را میکند و به وی می‌گوید تو و همه ما به قصاوت قلب ملک احمد خان آگاهی داریم اگر از این‌جا بیرون برود ما همه به جهنم که با تیر طایفمان همگی از بین خواهیم رفت اما این را بدان اول از همه با شناختی که از ملک احمد خان دارم برادران تو را گردن خواهد زد تا درس عبرتی بشوند برای همگان...
زرفشان پریشان شده و می‌گوید حق با توست حالا چکار کنیم ؟
حیدر می‌گوید دارویی برای زخم ملک احمد خان می‌بری آن را آغشته به سم میکنم روی زخمش بمال و کارا تمام کن... زرفشان هم که بیم از دست دادن همه خانواده خود را دارد کارا اجرا کرده و با تزریق سم به بدن ملک احمد خان وی را به قتل میرساند که بعدها به گواه تاریخ این نقشه هم نتوانست آن خطا کران را در امان بگذارد و به برادران ملک احمد خان از جمله حسین خان و زین‌العابدین خان بیرانوند با حکمی از دربار قاجار ارتش شاهنشاهی را از دربار به حرکت درآوردند و به لرستان آوردند و بطوری بسیار فجیع تقاص خون ملک احمد خان بیرانوند را از قاتلین گرفتند
بدین گونه سردار نامدار لرستان و ایل بیرانوند که در رکاب افواج ایران رشادت‌ها در برار عثمانی و دشمنان خاک ایران نشان داده بود از صحنه روزگار حذف گردید